# NGC 4155
NGC 4155 est une vaste galaxie elliptique située dans la constellation de la Chevelure de Bérénice. NGC 4155 a été découverte par l'astronome américain Lewis Swift en 1885.

## Caractéristiques

### Distance
Sa vitesse par rapport au fond diffus cosmologique est de 7 785 ± 23 km/s, ce qui correspond à une distance de Hubble de 114,8 ± 8,0 Mpc (∼374 millions d'al).
À ce jour, une mesure non basée sur le décalage vers le rouge (redshift) donne une distance d'environ 114,000 Mpc (∼372 millions d'al). Cette valeur est loin à l'extérieur des valeurs de la distance de Hubble.

### Radiogalaxie
Selon la base de données Simbad, NGC 4155 est une radiogalaxie.